# Józefów (powiat biłgorajski)
Józefów (inne nazwy: Józefów Biłgorajski, Józefów Ordynacki) – miasto w woj. lubelskim, w powiecie biłgorajskim, położone nad rzeką Niepryszką, siedziba gminy miejsko-wiejskiej Józefów.
W latach 1954–1972 wieś należała i była siedzibą władz gromady Józefów. W latach 1975–1998 miasto administracyjnie należało do woj. zamojskiego. Według danych GUS z 31 grudnia 2019 r. Józefów liczył 2474 mieszkańców.
Józefów leży w historycznej ziemi przemyskiej, w centrum Roztocza i Puszczy Solskiej, nad rzeką Niepryszką. Do południowych granic miasta przylega Park Krajobrazowy Puszczy Solskiej, natomiast o ok. 4 km na północny zachód jest oddalona granica Roztoczańskiego Parku Narodowego.
Działa tu kilka drobnych przedsiębiorstw przemysłowych (przemysł spożywczy i kamieniarski). Miasto jest także lokalnym ośrodkiem handlowo-usługowym dla mieszkańców okolicznych miejscowości.
Jest drugim miastem w Polsce o nazwie Józefów.

## Położenie Józefowa względem niektórych ważniejszych miast
- ok. 30 km na południowy wschód od Biłgoraja
- ok. 27 km na zachód od Tomaszowa Lubelskiego
- ok. 30 km na południowy zachód od Zamościa
- ok. 92 km na południowy wschód od Lublina
- ok. 240 km na południowy wschód od Warszawy

## Historia

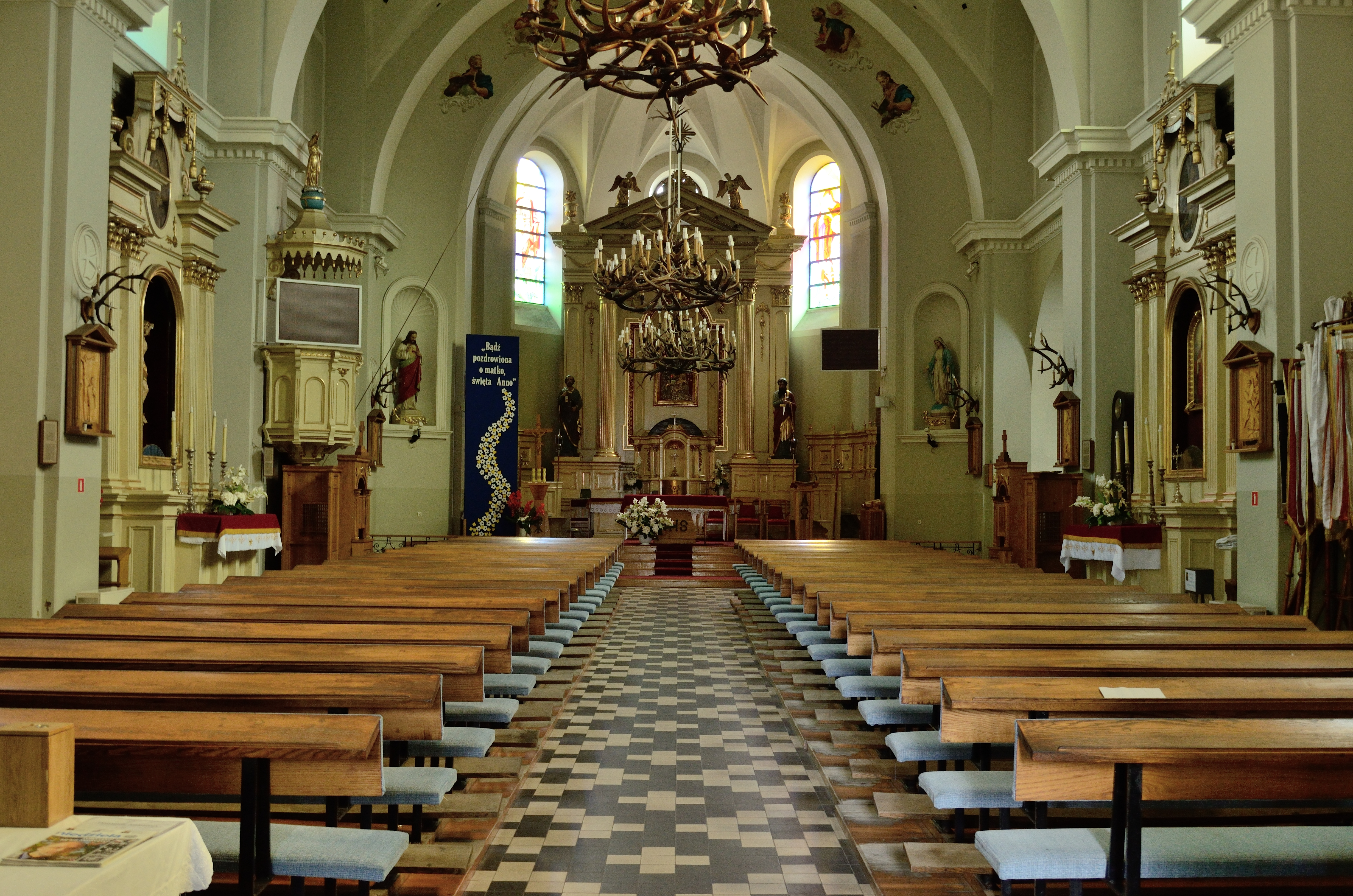
Wnętrze kościoła parafialnego (1883–1886)

Józefów został założony na początku XVIII wieku na gruntach wsi Majdan Nepryski. Akt lokacyjny podpisał V ordynat zamojski Tomasz Józef Zamoyski (od jego drugiego imienia pochodzi nazwa miejscowości) 3 grudnia 1725 roku. Mówi on m.in. o tym, iż miasto jest lokowane na prawie niemieckim (magdeburskim) i ma prawo do 4 jarmarków rocznie (wkrótce liczba ta wzrosła do 9). Miasteczko pozostawało w granicach Ordynacji aż do II wojny światowej.
Jako miejsce lokacji wybrano środek okręgu, który tworzą najważniejsze miasta regionu – Biłgoraj, Zamość i Tomaszów Lubelski.
Od początku Józefów bardzo szybko się rozwijał. Miasteczko było ośrodkiem rzemieślniczym i kamieniarskim. Większość domów budowano z drewna, na co wpływało położenie w centrum Puszczy Solskiej.
Rozwój Józefowa został zahamowany pod koniec XVIII wieku – pewne ożywienie nastąpiło w 1820 roku, kiedy żydowska rodzina Waxów założyła tu drukarnię wydającą hebrajskie księgi. W czasie swego największego rozkwitu księgarnia zatrudniała ponad połowę mieszkańców Józefowa. Miasteczko dostało się pod zabór austriacki, później na krótko weszło w skład Księstwa Warszawskiego. Po jego upadku Józefów został zagarnięty przez Rosję. Od tego czasu miasteczko zaczęło podupadać.
Powstanie listopadowe nie odbiło się tu większym echem. Odwrotnie powstanie styczniowe – w okolicach działały liczne oddziały powstańcze, m.in. gen. Antoniego Jeziorańskiego, Leona Czechowskiego czy słynnego Marcina Borelowskiego ps. „Lelewel”. 24 kwietnia 1863 roku pod Józefowem odbyła się bitwa, w której zginął m.in. poeta Mieczysław Romanowski.
W 1864 roku władze rosyjskie za pomoc powstańcom odebrały Józefowowi prawa miejskie.
Od tego czasu osada zaczęła jeszcze szybciej biednieć. Józefów był nawiedzany przez pożary i epidemie – największa z nich, epidemia cholery w latach 50. XIX wieku sprawiła, że zmarło ok. 250 osób.
| Lata | Liczba ludności | Liczba Żydów |
| ---- | --------------- | ------------ |
| 1830 | 1162            | 849 (73%)    |
| 1840 | 1364            | 859 (63%)    |
| 1860 | 917             | 642 (70%)    |
| 1905 | 1744            | 1256 (72%)   |

Od 1820 roku do lat 50. XIX wieku w Józefowie działała słynna w całym kraju drukarnia ksiąg hebrajskich, należąca do żydowskiej rodziny Waxów.
Żydzi stanowili bardzo duży odsetek mieszkańców Józefowa. Podobnie jak w okolicznych miastach, trudnili się głównie handlem i rzemiosłem.
W 1918 roku Józefów znalazł się w granicach odrodzonej Rzeczypospolitej. Miasteczko próbowało podnieść się z porozbiorowej biedy i zacofania. Udało się to w niewielkim stopniu – np. nie udało się go zelektryfikować, większość domów wciąż budowano z drewna, brakowało połączenia kolejowego i drogowego z ważniejszymi miastami, takimi jak Zamość i Biłgoraj (linia kolejowa przebiega przez oddalony o 4 km Długi Kąt).
| Lata | Liczba | Lata | Liczba |
| ---- | ------ | ---- | ------ |
| 1822 | 1045   | 1854 | 1141   |
| 1830 | 1162   | 1855 | 969    |
| 1835 | 1245   | 1860 | 917    |
| 1840 | 1364   | 1882 | 1200   |
| 1850 | 1181   | 1905 | 1744   |

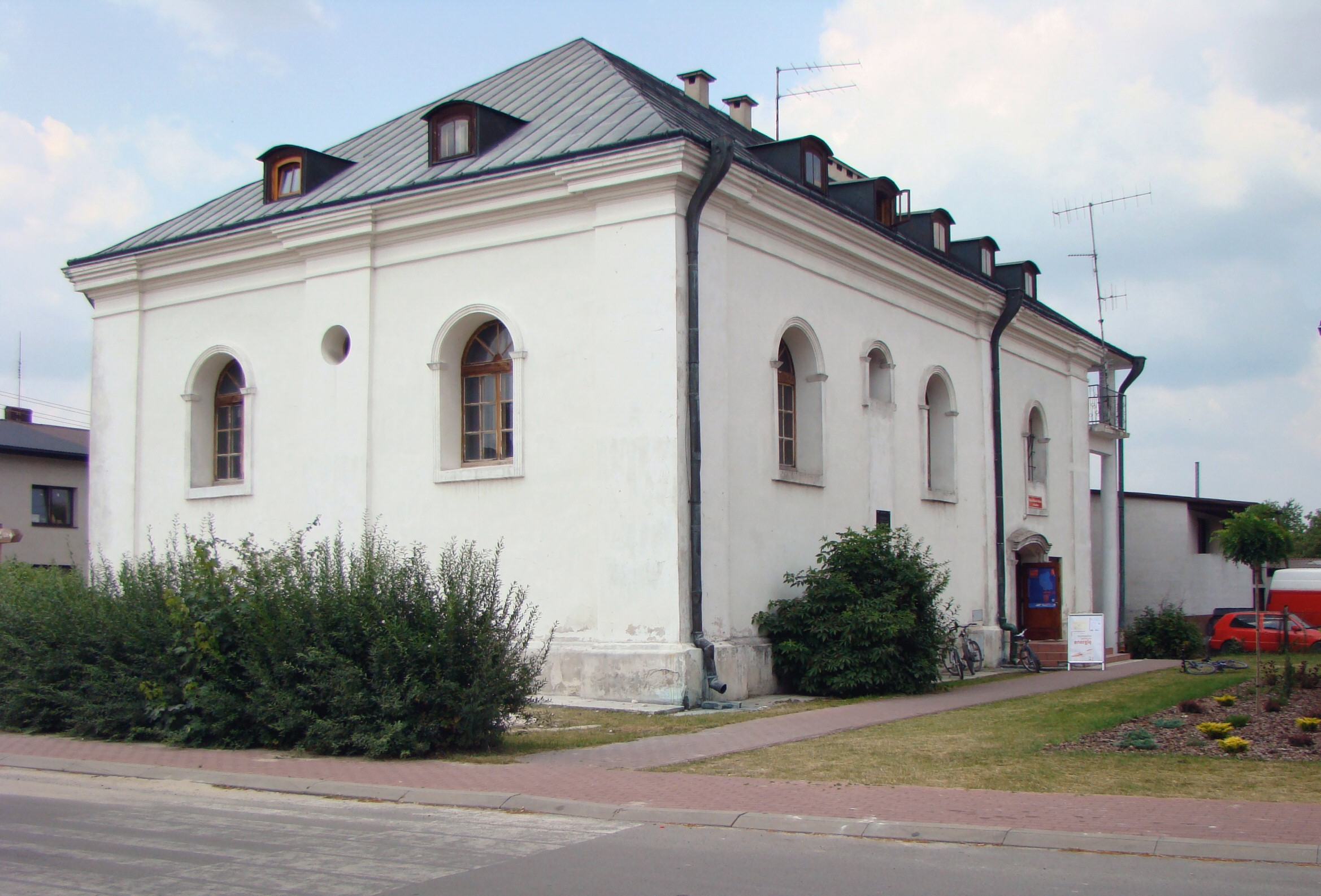
Dawna synagoga

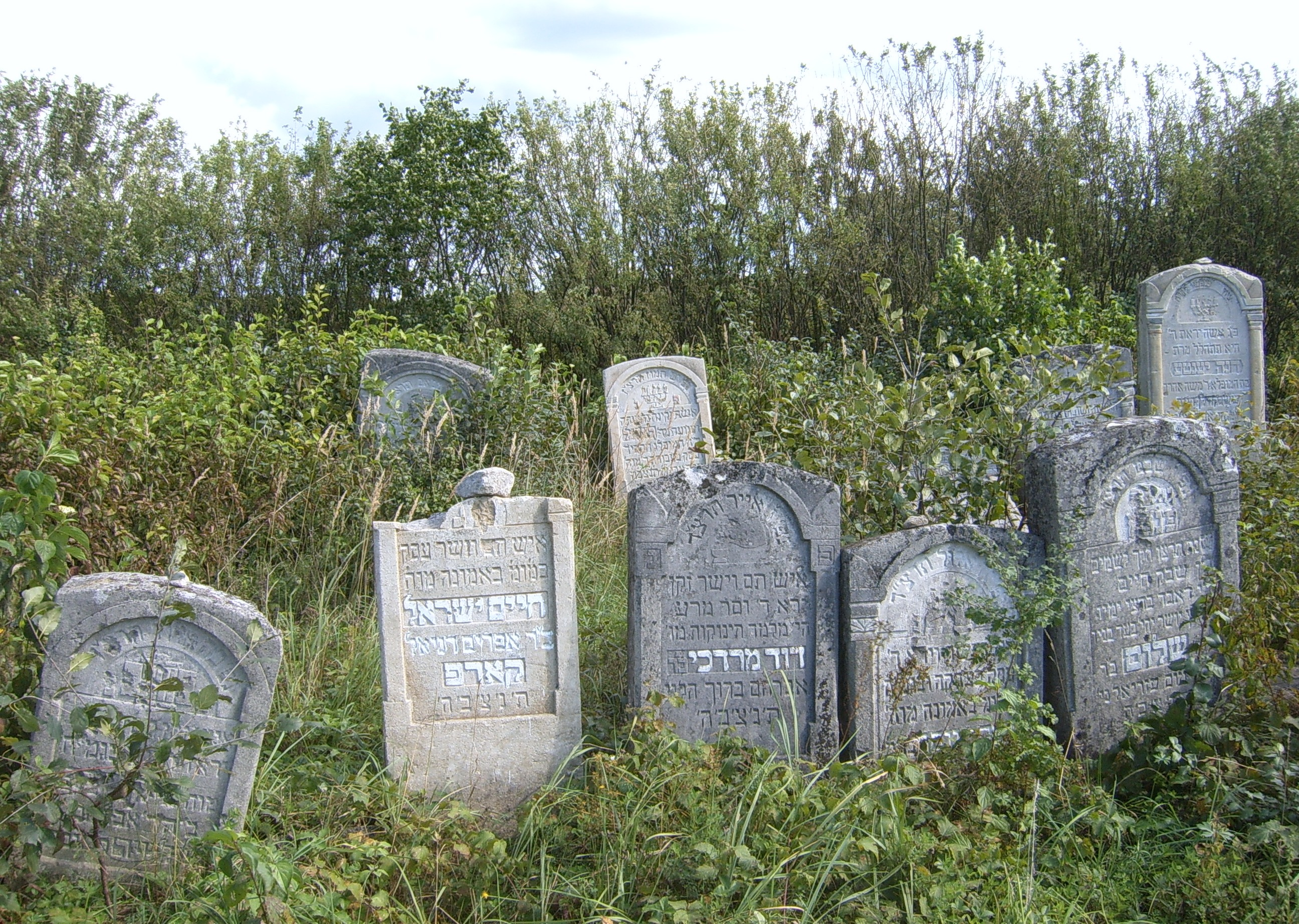
Kirkut

Lata II wojny światowej były dla Józefowa najcięższym okresem w historii. 8 września 1939 roku od strony Zamościa i Biłgoraja do Józefowa zaczęły dobiegać odgłosy detonacji ciężkich bomb lotniczych, natomiast 11 września na północnym zachodzie widać było ogromną łunę – płonący Biłgoraj. 16 września przez miasteczko przejechał sztab połączonych Armii „Kraków” i „Lublin”, następnego dnia przemieszczały się tędy oddziały Warszawskiej Brygady Pancerno-Motorowej. Tego samego dnia w okolicach odbyły się walki z wojskami Wehrmachtu. W mieście wybuchły pożary – spłonęło całe centrum miejscowości.
Od 28 września 1939 roku, zgodnie z postanowieniami paktu Ribbentrop-Mołotow Józefów znajdował się pod okupacją sowiecką. Później, na skutek zmian wprowadzonych do umowy niemiecko-sowieckiej, żołnierze Armii Czerwonej wycofali się z miejscowości i Józefów znalazł się na terenie Generalnego Gubernatorstwa.
Podczas okupacji niemieckiej w okolicach działały bardzo liczne oddziały partyzanckie. Miasteczko leżało na terenie objętym „powstaniem zamojskim”, zaś najbliższe okolice uzyskały miano „Rzeczypospolitej Józefowskiej”. Odbyło się tu bardzo wiele akcji dywersyjnych – m.in. brawurowe odbicie z niewoli Konrada Bartoszewskiego „Wira” 26 lutego 1942 roku.
Niemieccy dowódcy raportowali, iż Zamojszczyzna to centralny ośrodek bandytyzmu w Polsce, natomiast jego głównym punktem jest Józefów lub Aleksandrów. Najsłynniejszymi oddziałami partyzanckimi działającymi w okolicy były:
- oddział AK pod dowództwem por. Konrada Bartoszewskiego, ps. „Wir”
- oddział AK pod dowództwem por. Czesława Mużacza, ps. „Selim”
- oddział AK pod dowództwem por. Hieronima Miąca, ps. „Korsarz”
- oddział AK pod dowództwem por. Piotra Wasilika, ps. „Kuba”
- oddział AK pod dowództwem por. Edwarda Błaszczaka, ps. „Grom”
- oddział AK pod dowództwem ppor. Włodzimierza Hascewicza, ps. „War”
- oddział AK pod dowództwem por. Adama Haniewicza, ps. „Woyna”
- oddział GL pod dowództwem Umera Achmołła Adamanowa, ps. „Miszka Tatar”

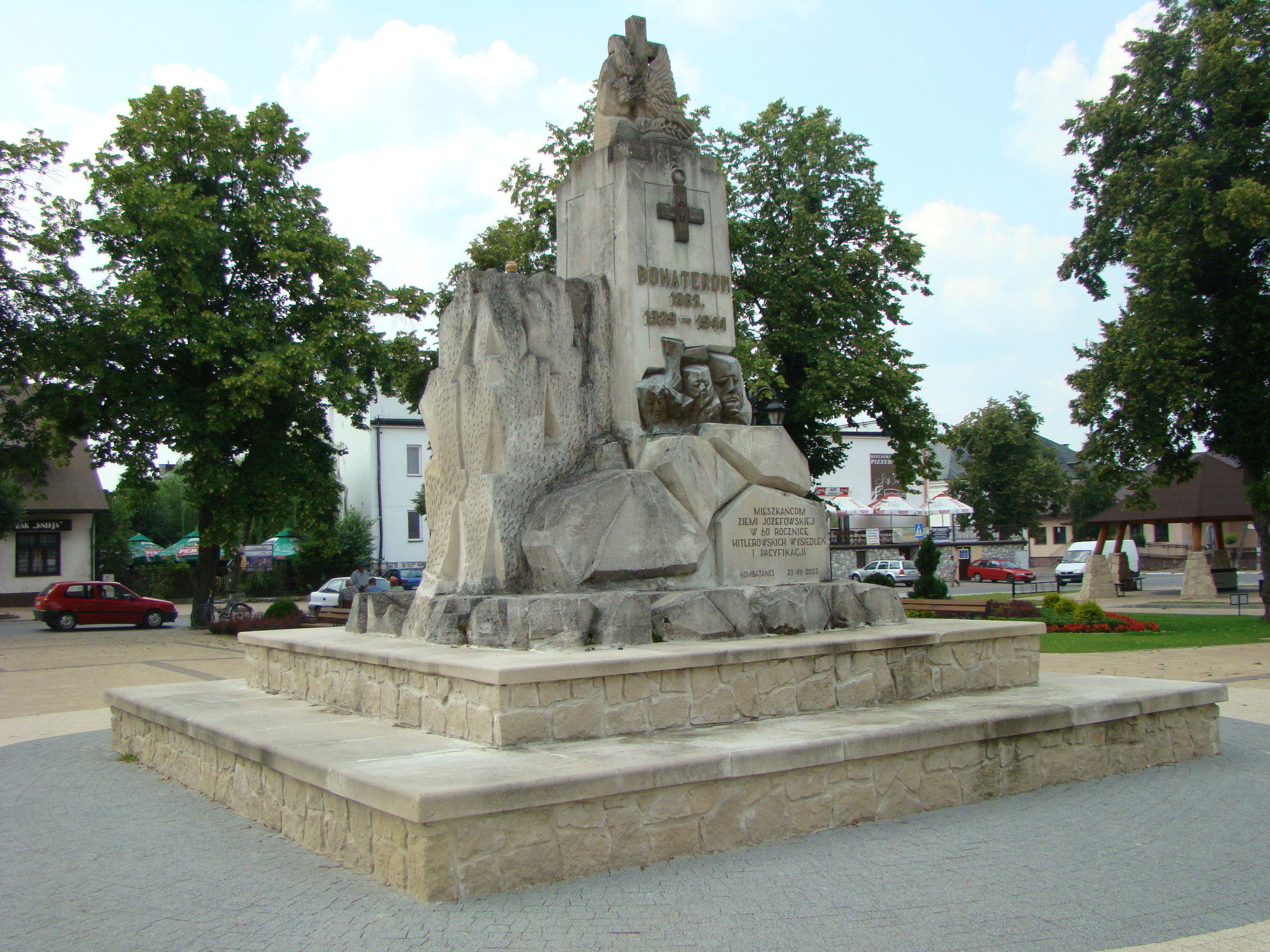
Pomnik poświęcony ofiarom II wojny światowej na rynku

Józefów był również ośrodkiem nasilonego terroru niemieckiego. 26 lutego 1942 roku Niemcy publicznie rozstrzelali rodzinę Konrada Bartoszewskiego i zrównali jego dom z ziemią.
1 czerwca 1943 roku Józefów został zbombardowany za zamordowanie dwóch oficerów SS. Następnie Niemcy chcieli zamordować resztę mieszkańców miasteczka, lecz udaremnił to atak partyzantów na miasto. 
W 1943 roku została również spacyfikowana wieś Pardysówka, dzisiejsza dzielnica miasta.

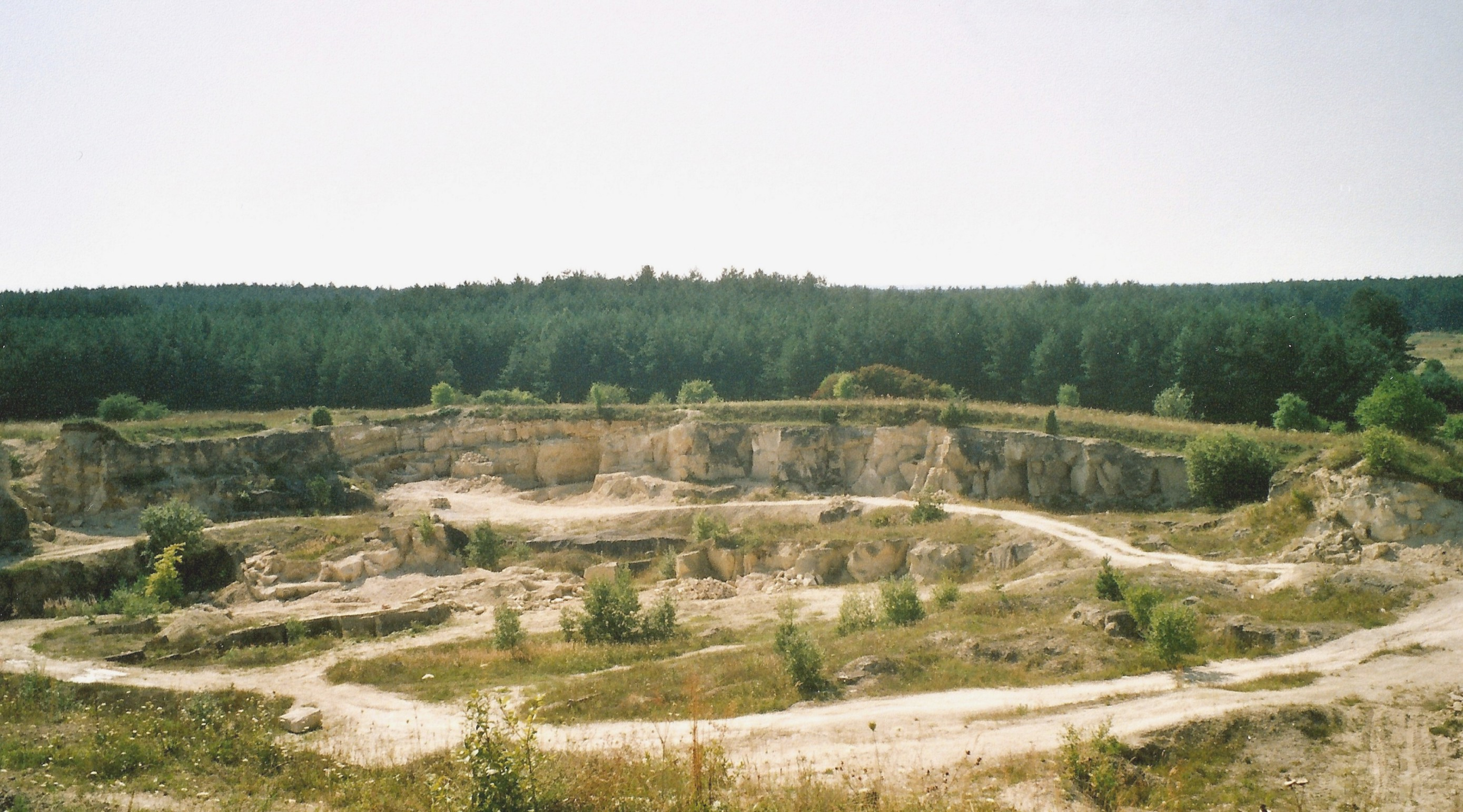
Kamieniołomy – miejsce kaźni II wojny światowej

Podczas wojny Niemcy dokonali zagłady żydowskiej społeczności Józefowa. 11 maja 1942 roku na ulicach miasta i w pobliskim kamieniołomie trzech Niemców zastrzeliło ok. 120 Żydów. 13 lipca niemieccy policjanci rozstrzelali na Winiarczykowej Górze od 1300 do 1500 Żydów – w większości kobiety, dzieci i starców. Ostateczna likwidacja józefowskiego getta nastąpiła na początku listopada 1942 roku, gdy Niemcy wywieźli ostatnich zamieszkujących w nim Żydów do obozu zagłady w Bełżcu.
24 lipca 1944 roku Józefów został zajęty przez Armię Czerwoną. Od tego czasu miasteczko bardzo szybko się rozwijało – urządzono wiele nowych ulic, zbudowano wiele obiektów publicznych. W połowie października 1944 roku z inicjatywy józefowskiej inteligencji rozpoczęło działalność Samorządowe Gimnazjum Koedukacyjne w Józefowie pod dyrekcją Marii Przewor, utrzymywane ze środków Gminnej Rady Narodowej – od 1949 roku państwowe Gimnazjum i Liceum w Józefowie (pierwsza matura 1951 rok). Jednakże elektryfikacja Józefowa miała miejsce dopiero w 1959 roku.
W 1988 roku Józefów odzyskał prawa miejskie.

## Demografia

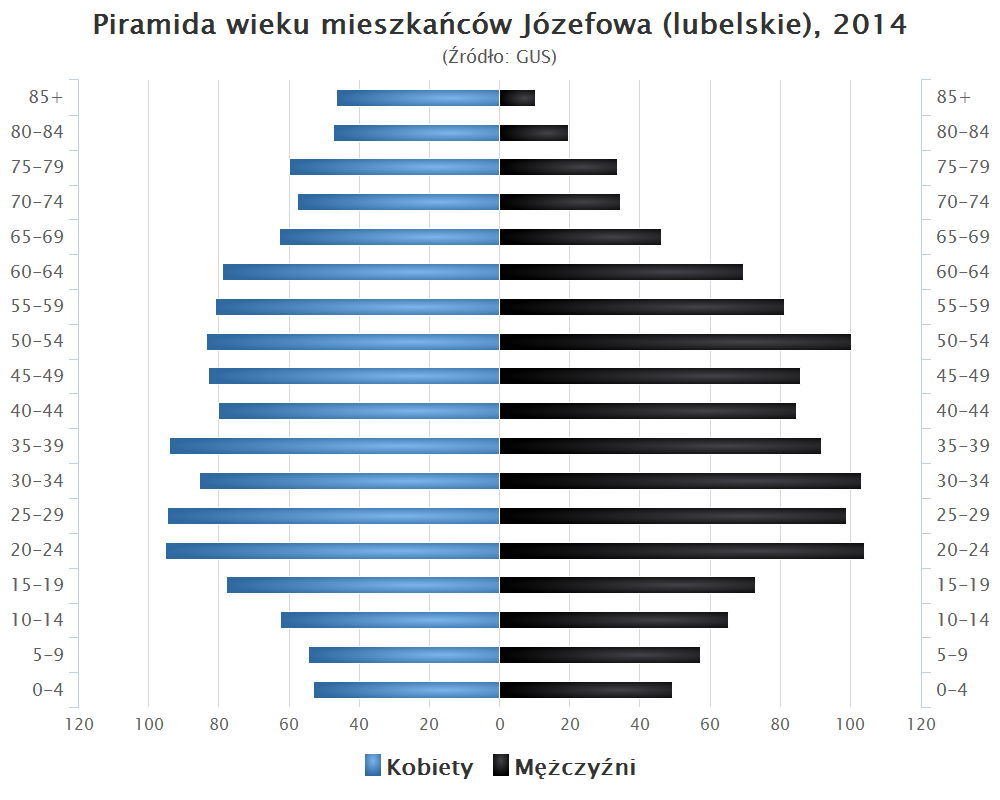
Piramida wieku mieszkańców Józefowa w 2014 roku

## Zabytki
- Ratusz z 1775 roku
- XIX-wieczna synagoga
- XIX-wieczny kościół parafialny
- park przykościelny – dawny cmentarz, zachowane niektóre nagrobki, drzewa – pomniki przyrody
- cmentarz parafialny – wiele zabytkowych nagrobków z XIX i XX wieku, w tym grób poety Mieczysława Romanowskiego, liczne drzewa – pomniki przyrody
- XIX-wieczny kirkut, od czasów wojny pozostający w stanie dewastacji
- XIX-wieczna kapliczka z kopią obrazu Matki Boskiej Leżajskiej w północno-wschodniej części rynku[9]

## Turystyka

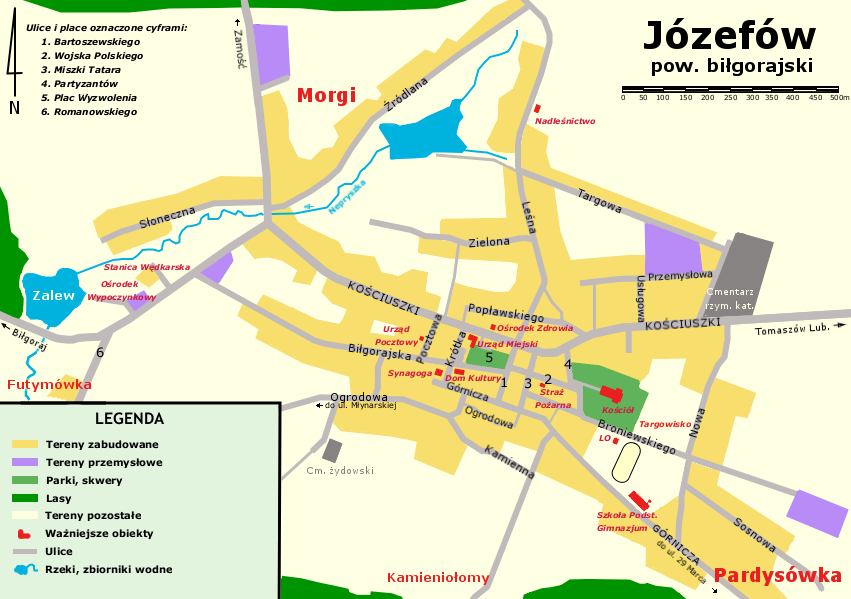
Plan miasta

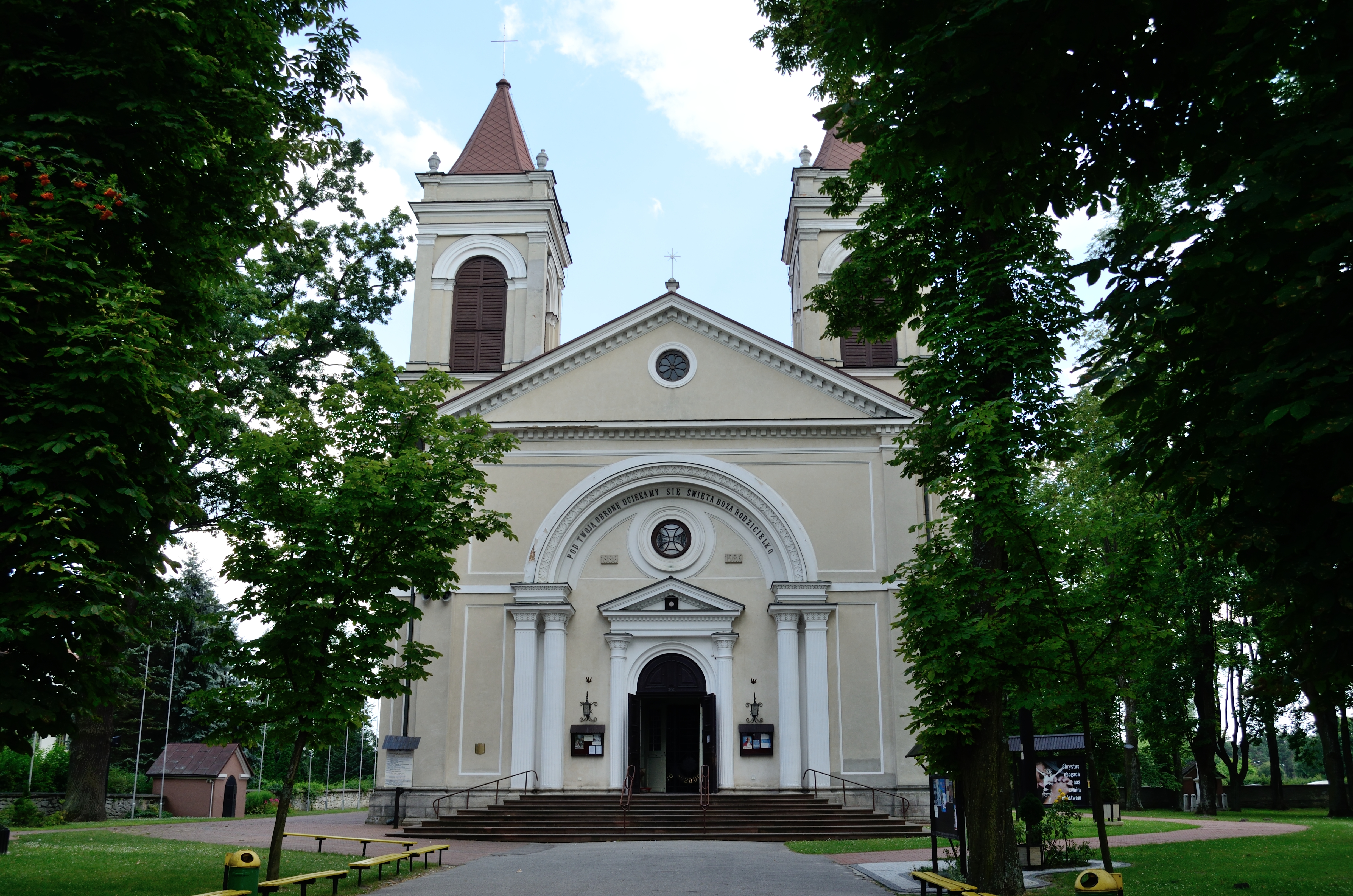
Kościół parafialny

Miasto, ze względu na świetne walory krajoznawcze jest odwiedzane przez bardzo wielu turystów. Powodem tego jest także dogodne położenie w centrum Roztocza i Puszczy Solskiej – regionów, które odwiedzają rzesze turystów rocznie.
Działają tu trzy rekreacyjne zalewy. Najnowszy został otwarty w roku 2011. Warto zobaczyć zamknięte podmiejskie kamieniołomy, cmentarz żydowski, byłą synagogę i liczne pomniki w miejscach bitew z roku 1863 i z lat 1939–1944.
W 2011 r. na wzniesieniu nad kamieniołomem wybudowano wieżę widokową o wysokości 18,45 m, z tarasem widokowym na poziomie 11,80 m.
Przebiega tędy 6 szlaków turystycznych pieszych i 3 rowerowe.

## Sport
W Józefowie funkcjonuje Ludowy Klub Sportowy Cosmos Józefów – amatorski klub piłkarski, założony w 1989 roku. W 1991 roku Unipol Długi Kąt (klasa O) i LZS Cosmos Józefów połączyły się tworząc klub LKS Cosmos Józefów. Obecnie drużyna seniorów gra w grupie zamojskiej klasy okręgowej. Cosmos rozgrywa mecze na stadionie sportowym w Długim Kącie, o pojemności 4000 widzów, znajdującym się w Długim Kącie.